# Eddy Le Huitouze
Eddy Le Huitouze, né le 3 avril 2003 à Lorient, est un coureur cycliste français.

## Biographie

### Jeunesse et carrière amateur
Eddy Le Huitouze est né le 3 avril 2003 à Lorient (Morbihan). Il est issu d'une famille de cyclistes. Son oncle Dominique est un ancien cycliste amateur de haut niveau, tout comme son père Didier, qui a été l’un des meilleurs amateurs bretons dans les années 80. Son prénom Eddy lui a été donné en hommage au grand champion cycliste belge Eddy Merckx.
Naturellement intéressé par le vélo, Eddy Le Huitouze commence le cyclisme en 2010, à l'âge de sept ans, au club de l'EC Pluvignoise, après une saison de football au club de Landévant. Dès sa deuxième saison, il devient champion du Morbihan et de Bretagne, en catégorie poussins. Les années suivantes, il enchaîne les victoires dans des courses départementales, régionales et nationales, sur route et sur piste.
En 2018 et 2019, il est élu Vélo d'or cadets. Sur piste, il est notamment triple champion de France en 2018 : en poursuite, en course par élimination et sur la course tempo, et double champion de Bretagne : en poursuite et dans la course à l'américaine. Sur route, il devient champion de Bretagne du contre-la-montre et remporte une manche contre-la-montre du Trophée Madiot, épreuve référence pour les coureurs cadets en France. En 2019, il bénéficie du soutien de l'équipe professionnelle Arkéa-Samsic. Sur piste, il est sacré quadruple champion de France cadets : en poursuite, dans la course à l'américaine, en scratch et dans la course tempo. Lors de l'épreuve de la poursuite, il bat à deux reprises le record de France cadets, détenu jusque-là par Valentin Madouas,. Sur route, il conserve son titre de champion de Bretagne du contre-la-montre et remporte le classement final du Trophée Madiot.
En 2020, il quitte les rangs cadets et rejoint la catégorie juniors, avec plus de 90 victoires à son palmarès. Il passe également du giron d'Arkéa-Samsic à celui de l'équipe WorldTour Groupama-FDJ, avec pour entraîneur Benoît Vaugrenard,. Il intègre aussi l'équipe de France juniors. Bon rouleur, il est champion de France du contre-la-montre, et huitième du championnat d'Europe du contre-la-montre. Sur piste, il remporte une médaille de bronze dans l'omnium aux championnats d'Europe. Au mois de décembre, l'équipe continentale Groupama-FDJ annonce son passage chez les professionnels à partir de 2022,.

### Carrière professionnelle

#### Saisons 2022-2023: équipe continentale Groupama-FDJ
En avril 2022, Eddy Le Huitouze fait partie de l'équipe de France qui remporte la poursuite par équipes lors de la manche de la Coupe des Nations sur piste de Glasgow. Toujours avec l'équipe de France, il se classe septième lors du contre-la-montre des championnats du monde espoirs de cyclisme sur route à Wollongong en Australie.
En 2022 et 2023, il remporte les épreuves de contre-la-montre des championnats de France espoirs de cyclisme sur route.
En août 2023, il fait partie de la sélection française pour le Tour de l'Avenir au départ du Morbihan. Après ses deux années passées dans l'équipe continentale, Groupama-FDJ annonce qu'il intègre l'équipe WorldTour dès la saison suivante.

#### Saison 2024: Groupama-FDJ
Après ses participations à plusieurs courses à étapes en début de saison (Étoile de Bessèges-Tour du Gard, Tour de La Provence, Tour de Catalogne et Région Pays de la Loire Tour), Eddy le Huitouze rejoint l'équipe réserve sur le Paris-Roubaix espoirs, qu'il termine au pied du podium.

## Palmarès sur route
- 2018
  -  Champion de Bretagne du contre-la-montre cadets
  - 4e étape du Trophée Madiot (contre-la-montre)
  - 2e du Chrono des Nations cadets
  - 3e du Trophée Madiot
- 2019
  -  Champion de Bretagne du contre-la-montre cadets
  - Trophée Madiot :
    - Classement général
    - 2e et 3e (contre-la-montre) étapes

  - 2e du Chrono des Nations cadets
- 2020
  -  Champion de France du contre-la-montre juniors
  - 8e du championnat d'Europe du contre-la-montre juniors
- 2021
  -  Champion de Bretagne sur route juniors
  - Trophée Sébaco :
    - Classement général
    - 1re étape (contre-la-montre)

  - 2e de la Flèche Bigoudène
  -  Médaillé de bronze du championnat d'Europe du contre-la-montre juniors
  - 3e du Chrono des Nations-Les Herbiers-Vendée juniors
  - 5e du championnat du monde du contre-la-montre juniors
- 2022
  -  Champion de France du contre-la-montre espoirs
  -  Médaillé de bronze du championnat d'Europe du contre-la-montre espoirs
  - 7e du championnat du monde du contre-la-montre espoirs
- 2023
  -  Champion de France du contre-la-montre espoirs
  - 9e du championnat d'Europe du contre-la-montre espoirs

### Classements mondiaux
| Année                                 | 2022 | 2023  | 2024 |
| ------------------------------------- | ---- | ----- | ---- |
| Classement mondial                    | 562e | 1383e | 725e |
| UCI Europe Tour                       | 438e | nc    | nc   |
|                                       |      |       |      |
| Légende : nc = non classéSource : UCI |      |       |      |

## Palmarès sur piste

### Coupe des nations
- 2022
  - 1er de la poursuite par équipes à Glasgow (avec Thomas Denis, Corentin Ermenault et Benjamin Thomas)

### Championnats d'Europe
| Édition / Épreuve                 | Omnium | Poursuite par équipes |
| Fiorenzuola d'Arda 2020 (juniors) | Bronze |                       |
| Apeldoorn 2021 (juniors)          | Bronze | Argent                |
| Anadia 2022 (espoirs)             |        | Bronze                |

### Championnats de France
- 2018
  -  Champion de France de poursuite cadets
  -  Champion de France de course par élimination cadets
  -  Champion de France de course tempo cadets
  - 3e du championnat de France de course aux points cadets
  - 3e du championnat de France de l'américaine cadets
- 2019
  -  Champion de France de poursuite cadets
  -  Champion de France de l'américaine cadets (avec Thomas Hinault)
  -  Champion de France de scratch cadets
  -  Champion de France de course tempo cadets
  - 3e du championnat de France de course aux points cadets
- 2021
  -  Champion de France de poursuite juniors
  -  Champion de France de poursuite par équipes juniors
  - 2e de la poursuite par équipes élites

### Championnat de Bretagne
- 2018
  -  Champion de Bretagne de poursuite cadets
  -  Champion de Bretagne de l'américaine cadets
- 2019
  -  Champion de Bretagne de poursuite cadets
  -  Champion de Bretagne de l'omnium cadets
  - 2e du championnat de Bretagne de l'américaine cadets
  - 3e du championnat de Bretagne de vitesse par équipes cadets
- 2020
  -  Champion de Bretagne de poursuite juniors
  - 2e du championnat de Bretagne de l'omnium juniors

## Distinctions
- Vélo d'or cadets : 2018 et 2019